# Rose Lamartine Yates
Pour les articles homonymes, voir Yates.
Rose Emma Lamartine Yates (née Janau ; 23 février 1875 - 5 novembre 1954) est une militante sociale et suffragette anglaise. Elle fait ses études à la Sorbonne et à Oxford.
Avec son mari avocat, elle travaille pour le droit de vote des femmes à partir de 1908 et pendant la Première Guerre mondiale, et elle est prête à subir l'arrestation et l'incarcération pour ses convictions. Elle voyage beaucoup, donnant des conférences. Elle et son mari sont également des membres éminents du Cyclists' Touring Club. Après la guerre, elle est élue au London County Council, où elle fait campagne pour un salaire égal pour les hommes et les femmes, de meilleurs logements sociaux et la fourniture d'une éducation maternelle. Elle dirige ensuite la construction d'archives de la campagne pour le suffrage.

## Vie et carrière
Rose Yates est née à Dalyell Road, Lambeth, Londres, d'un professeur de langues, Elphège Janau (né en 1847), et de sa femme, Marie Pauline (1841-1909), tous deux citoyens britanniques nés en France et naturalisés. Elle est la plus jeune de leurs trois enfants. Elle fait ses études dans les lycées de Clapham et Truro, puis à Kassel et à la Sorbonne, à Paris, puis, à partir de 1896, au Royal Holloway College où elle étudie les langues modernes et la philologie. Elle réussit l'examen final d'Oxford avec distinction en 1899. 
En 1900, elle épouse un veuf, Thomas Lamartine Yates (né Swindlehurst 1849-1929).  
Il est avocat, avec une pratique réussie au Court of Chancery. Huit ans après le mariage naît leur unique enfant, Paul (1908–2009) ; il est devenu économiste agricole. 
Thomas et Rose Lamartine Yates sont tous deux des cyclistes passionnés et sont des membres éminents du Cyclists' Touring Club (en). 
En 1907, elle est la première femme élue au conseil d'administration du club. 
Elle ne se considère pas à ce moment-là comme une suffragette, mais conclut rapidement « en examinant sérieusement la question, je découvre que je n'ai jamais été autre chose [et] j'ai réalisé que j'en étais et que je devais le rester à tout prix personnel ». 
Elle rejoint la branche récemment fondée de la Women's Social and Political Union à Wimbledon en 1908.

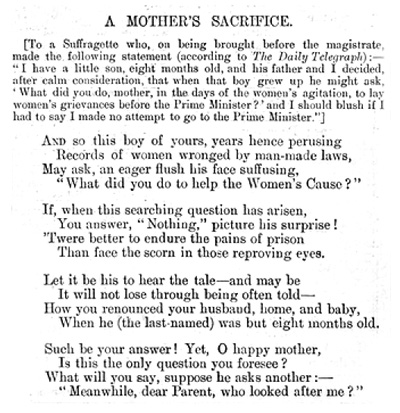
Le couplet de Punch suscité par l'arrestation de Yates en 1909

Le 24 février 1909, Rose Lamartine Yates est membre d'une délégation dirigée par Emmeline Pethick-Lawrence de Caxton Hall à la Chambre des communes. Elle est arrêtée, avec 28 autres manifestants, accusée d'entrave et condamnée à un mois de prison. Son fils a huit mois à l'époque et le magazine Punch imprime une série de vers lui reprochant de l'avoir abandonné. Son activisme politique a le plein soutien de son mari, qui la défend lors du procès et elle reçoit la broche de Holloway à sa sortie. 
En 1910, elle devient secrétaire honoraire de la WSPU de Wimbledon ; sous sa direction, cette branche est devenue l'une des plus florissantes de l'organisation. Parmi les personnes qui sont venues s'adresser à la filiale, figurent Mary Gawthorpe, George Lansbury et une vieille amie d'université, Emily Davison. Elle voyage beaucoup, donnant des conférences. Elle et son mari font de leur maison de Merton un refuge où les militantes sortis de prison peuvent récupérer. En 1911, Thomas Lamartine Yates est arrêté lors d'une manifestation contre le gouvernement pour avoir bloqué un projet de loi autorisant le suffrage féminin limité. Il n'est pas inculpé, mais la publicité endommage son cabinet d'avocats pendant un certain temps. Il se rend disponible en tant que conseiller juridique des prisonniers de la WSPU et, en juin 1913, il représente la famille Davison lors de l'enquête sur la mort d'Emily Davison après s'être jetée sous le cheval du roi au Derby. Avec Mary Leigh, Rose est au chevet de Davison mourante et dirige une garde d'honneur pour le cortège funèbre.
Au début de la Première Guerre mondiale, la branche WSPU de Wimbledon convertit sa salle de réunion et sa boutique en soupe populaire et en ouvre une autre à Merton, à proximité. La guerre précipite une scission entre Lamartine Yates et la principale suffragette, Emmeline Pankhurst. Sous la direction de cette dernière, la WSPU suspend sa campagne militante pour le suffrage féminin, soutenant plutôt le gouvernement dans la lutte contre l'Allemagne. Lamartine Yates et d'autres ne sont pas d'accord avec cette politique et se séparent pour former un nouveau corps, les Suffragettes de la WSPU. 
Lors des élections générales de 1918, au cours desquelles, pour la première fois, un suffrage féminin limité est accordé, Lamartine Yates est adoptée comme candidate travailliste dans la circonscription de Wimbledon, mais elle et le candidat libéral se retirent peu avant le scrutin. L'année suivante, elle est élue au London County Council, son seul membre indépendant. Sept autres femmes candidates se présentent avec succès à la même élection. Elle sert pendant trois ans, défendant l'égalité de rémunération, l'augmentation des logements sociaux et la fourniture d'une éducation préscolaire,. 
Lamartine Yates ouvre la voie à la constitution d'archives de la campagne pour le suffrage et, en 1939, elle ouvre la Women's Record House à Great Smith Square, à Londres. Le bâtiment est bombardé pendant la Seconde Guerre mondiale, mais certains de ses documents sont sauvegardés et transférés dans la collection Suffragette Fellowship du Musée de Londres.
Rose Lamartine Yates décède chez elle à Londres à l'âge de 79 ans.